# SN 2002dx
SN 2002dx – supernowa typu Ia odkryta 8 lipca 2002 roku w galaktyce UGC 12861. W momencie odkrycia miała maksymalną jasność 18,80m.